# Wichita Recordings
Wichita Recordings é uma gravadora do Reino Unido.